# Аманли
Аманли (фр. Amanlis) насеље је и општина у северозападној Француској у региону Бретања, у департману Ил и Вилен која припада префектури Рен.
По подацима из 2011. године у општини је живело 1.606 становника, а густина насељености је износила 63,6 становника/km². Општина се простире на површини од 25,25 km². Налази се на средњој надморској висини од 60 метара (максималној 93 m, а минималној 25 m).

## Демографија
| 1962. | 1968. | 1975. | 1982. | 1990. | 1999. | 2011. |
| ----- | ----- | ----- | ----- | ----- | ----- | ----- |
| 1.363 | 1.376 | 1.339 | 1.337 | 1.344 | 1.442 | 1.606 |

График промене броја становника у току последњих година